# マーシャ・アイビンス

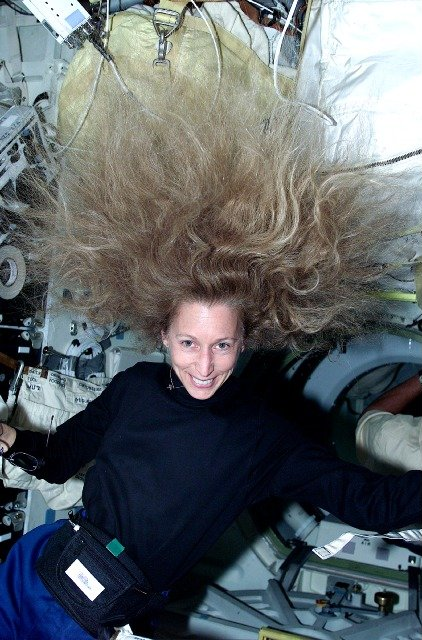
STS-98のミッションを行うマーシャ・アイビンス

マーシャ・アイビンス（Marsha Sue Ivins、1951年4月15日 - ）は、アメリカ航空宇宙局の宇宙飛行士で、5度のスペースシャトルのミッションに従事した。

## キャリア
アイビンスはメリーランド州ボルチモアで生まれた。1973年にコロラド大学ボルダー校で航空工学の学士号を取得し、NASAのジョンソン宇宙センターで働いた。彼女は1980年にフライトエンジニア及び管理航空機の副機長になるまで、主にオービタの展示等の業務に携わった。1984年、アイビンスは宇宙飛行士の候補に選ばれた。彼女はSTS-32（1990年）、STS-46（1992年）、STS-62（1994年）、STS-81（1997年）、STS-98（2001年）のミッションに参加した。